# کریستین دبلیو
کریستین دبلیو (به انگلیسی: Kristine W) با نام تولد کریستین الیزابت وایتز (به انگلیسی: Kristine Elizabeth Weitz)(زاده ۸ ژوئن ۱۹۶۲) خواننده، ترانه‌سرا و تهیه‌کننده موسیقی آمریکایی است.